# Callimenus macrogaster
Callimenus macrogaster är en insektsart som först beskrevs av Lefebvre 1831.  Callimenus macrogaster ingår i släktet Callimenus och familjen vårtbitare.

## Underarter
Arten delas in i följande underarter:
- C. m. macrogaster
- C. m. pancici